# روبرت برينك
روبرت برينك (بالإنجليزية: Robert Brink)‏ هو موزع وملحن أمريكي، ولد في 1924، وتوفي في 24 أكتوبر 2014.